# Yemenia

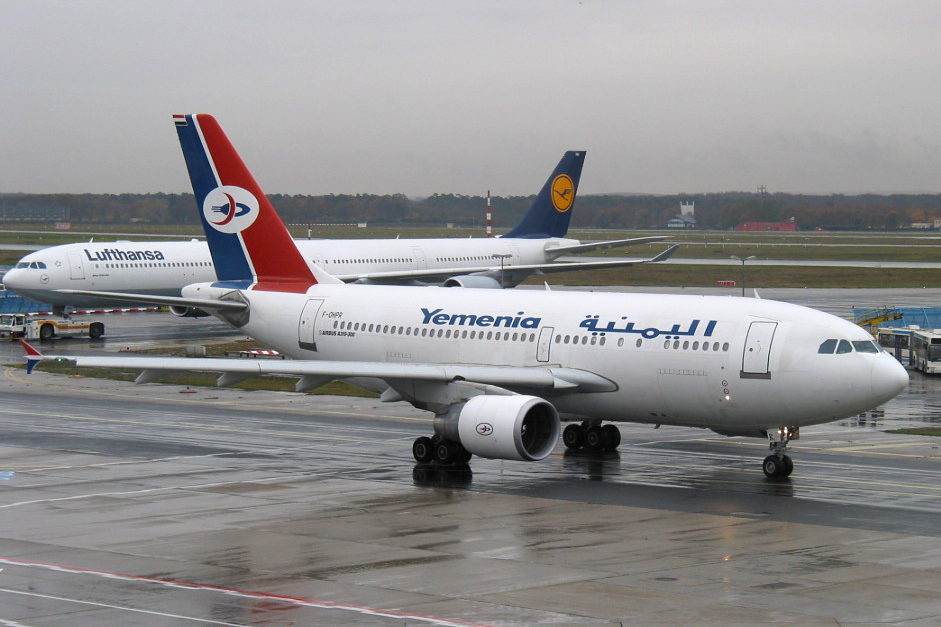
Airbus A310 de Yemenia à l'aéroport de Francfort.

Yemenia (Yemen Airways) (code AITA : IY ; code OACI : IYE) est la compagnie aérienne nationale du Yémen. Sa base officielle est l'aéroport international El Rahaba de Sanaa, la capitale du Yémen. Membre de la Arab Air Carriers Organization, elle est en fort déclin depuis les années 2010, déclin accru depuis le début de la crise internationale au Moyen-Orient depuis le 7 octobre 2023.

## Histoire

### De la création aux années 2000
Fondée en 1949 sous le nom de Yemen Airways par la république arabe du Yémen (Yémen du Nord), elle est rebaptisée Yemenia Airways en 1978.
Dans les années 1990, avec la réunification du Yémen, elle fusionne progressivement avec la compagnie publique de la république démocratique populaire du Yémen, Al-Yamda (en). Elle devient un symbole de la réunification, reliant entre elles les principales villes du pays (Sanaa, Aden, Taez, Hodeïda, Al Moukalla, Seyoun, Al Ghaydah, Socotra), ce qui lui confère un rôle structurant dans un pays à la géographie rude, dépourvu de réseau ferroviaire et au réseau routier défaillant. Elle dispose d'une vingtaine d'appareils et dessert trente destinations. Offrant un service de qualité, elle est alors un véritable atout pour le développement du pays, notamment du tourisme. Elle était aussi une fierté nationale, symbole de modernité, avec notamment la tour Yemenia à Sanaa.
La compagnie est une société de droit privé, détenue à 51 % par l'État yéménite, et à 49 % par le gouvernement saoudien depuis 1978[réf. nécessaire]. Ce lien lui permet de recevoir des financements de la Banque islamique de développement, de renouveler sa flotte et de développer son réseau .
La compagnie Yemenia passe un accord privilégié avec l'union des Comores signé le 27 octobre 1999 qui confère les droits de trafic aérien à la compagnie aérienne yéménite, un privilège généralement réservé aux compagnies nationales. Cet accord fait de Yemenia le seul décideur des tarifs aériens dans le pays. Selon cet accord, « tout nouveau transporteur souhaitant exercer à Moroni devra d'abord consulter Yemenia »,.
Ainsi, en 2006, Yemenia a obtenu 36 vols supplémentaires dans la période estivale contre 12 millions d'euros, alors que la compagnie charter Axis Airways était intéressée par ces vols. L'accord de 1999 a été renforcé par un arrêté du Ministère comorien des transports accordant à Yemenia « l'exclusivité de transporter les pèlerins » vers La Mecque.
En novembre 2007, Yemenia passe commande de 10 Airbus A350 XWB.
En 2008, Yemenia crée une compagnie low cost, Arabia Felix.

### Déclin
Après cette période heureuse, les difficultés s'accumulent pour la compagnie. En 2001, la tour Yemenia est touchée par un incendie. La même année, le début de la guerre contre le terrorisme lui posa aussi des difficultés. En 2009, une erreur de pilotage provoque un accident sur un vol à destination des Comores, faisant 152 morts et entachant sa réputation (voir plus bas). Avec un atterrissage d'urgence à Khartoum la même année, cela provoque une chute dans les classements internationaux et une hausse des frais financiers, dont les assurances. La commande de nouveaux Airbus doit alors être annulée. D'autres incidents ont eu lieu : éclatement de pneus au Caire (2019), arrêt d'un moteur en vol (2020).
Le contexte du transport aérien international n'autorise pas de redressement des comptes. Bien plus, la guerre civile yéménite la transforme en enjeu entre les factions en conflit, à la fois symbolique et comme source de liquidités. De 2016 à 2022, l'aéroport de Sanaa cesse ses activités ; dès lors, la compagnie ne dessert que les villes du sud. Sanaa conserve une partie des services administratifs. Autre difficulté : à cause de la guerre, l'Arabie saoudite et les assurances interdisent le stationnement des avions au Yémen, ce qui oblige à des vols vers d'autres aéroports de la région et le paiement de frais de parking.
Elle pâtit aussi de la corruption, notamment en payant son kérosène à des prix très élevés, contrat auquel est lié le fils du dictateur Abdrabbo Mansour Hadi, Jalal. Durant cette période, le déséquilibre entre l'offre et la demande provoque une forte hausse des prix des billets. La concurrence s'installe, par exemple à destination de Djibouti ou de Socotra.
En mars 2015, Yéménia a été contrainte de suspendre toutes ses opérations aériennes jusqu'à nouvel ordre en raison à la fois d'un conflit militaire qui touche l'aéroport international de Sanaa qui est désormais sous contrôle des rebelles Houtis comme cible de raids aériens saoudiens et de restrictions sur l'espace aérien yéménite. En août 2015, Yemenia a repris ses vols depuis l'aéroport international d'Aden, le premier vol étant en provenance d'Arabie Saoudite Le blocus a été rétabli le 21 février 2016 et levé le 14 novembre 2017, lorsque le premier vol commercial a atterri à l'aéroport international d'Aden. Les vols ont de nouveau été annulés, cette fois pour moins d'une semaine, reprenant le 1er février 2018.
En juin 2024, les rebelles houthistes saisissent quatre Airbus et leurs équipages sur l'aéroport de Sanaa. Trois sont détruits le 6 mai 2025 et le dernier le 28 mai 2025 lors de bombardements israéliens. Ces deux bombardements provoquent une perte de 500 millions de dollars. L'aéroport avait déjà été bombardé en décembre 2024, au moment de l'embarquement d'officiels de l'ONU.

## Accident aux Comores
Le 30 juin 2009, un Airbus A310 de la compagnie s'est abîmé en mer au large des Comores avec 142 passagers à bord et 11 membres d'équipage. L'Airbus effectuait la liaison entre Sanaa, la capitale du Yémen, et Moroni, capitale de l'archipel des Comores. Une seule personne a survécu au crash, une adolescente de 13 ans retrouvée 13 heures plus tard par des pêcheurs sur un débris de l'avion flottant.
Une boîte noire a été retrouvée, a annoncé la commission d'enquête comorienne le 28 août. Les causes exactes de cet accident n'ont pour l'heure pas encore été déterminées,[source insuffisante].
Le 15 avril 2013, la compagnie aérienne est mise en examen par le tribunal de Bobigny pour homicides involontaires. En décembre 2014, le tribunal de Bobigny condamne Yemenia à verser 1,2 million d'euros à trois familles de victimes du crash. En février 2015, le tribunal de grande instance d'Aix-en-Provence condamne Yemenia à verser 30 millions d'euros aux familles des victimes.
En septembre 2022, Yemenia Airways a été condamnée à Paris à une amende de 225 000 euros. Elle devra aussi verser à deux associations plus de 1 million d’euros en frais d’avocat et en dommages et intérêts. Le 10 septembre 2024, la Condamnations est confirmée en appel.

## Destinations
Yemenia dessert, avant la guerre civile yéménite, 33 destinations à l'international, en particulier les principales villes des pays du Golfe, d'Afrique de l'Est, d'Europe de l'Ouest et de Turquie, d'Asie du Sud et d'Asie du Sud-Est. Ses lignes intérieures comportent 9 destinations, dont l'île de Socotra.

## Flotte

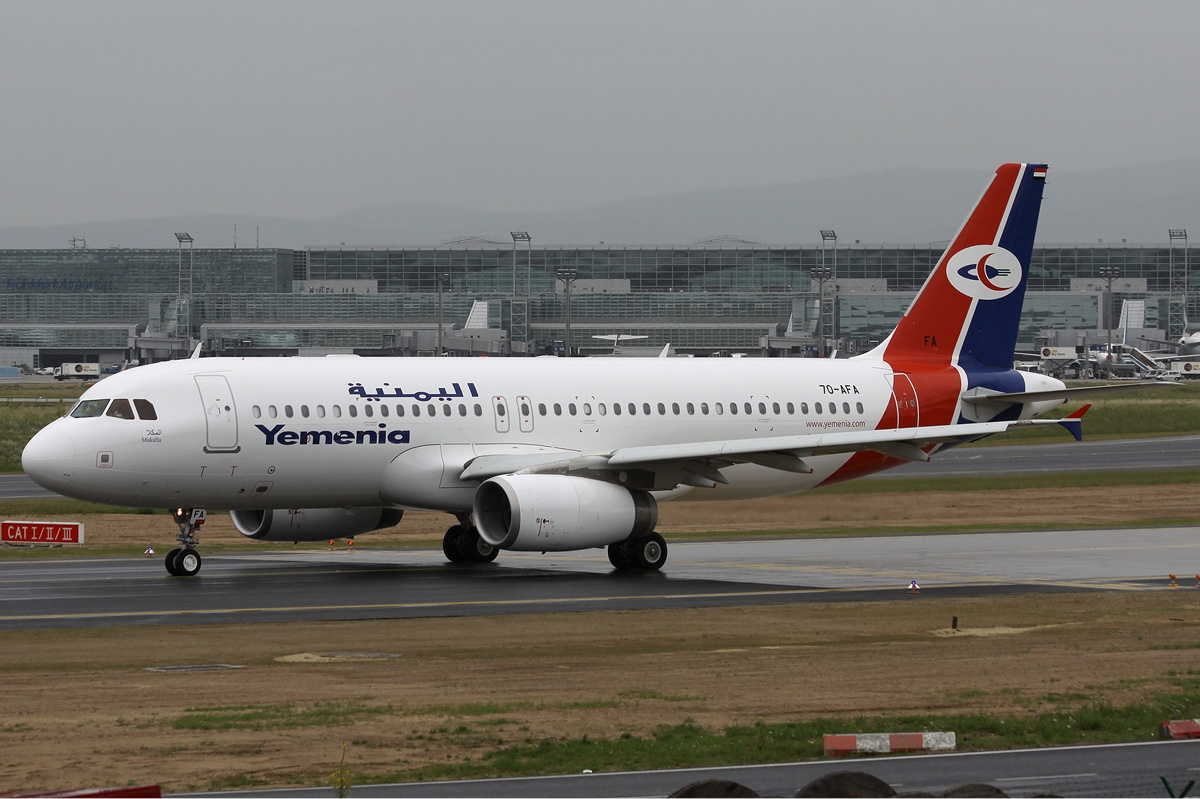
Airbus A320-233 de Yemenia

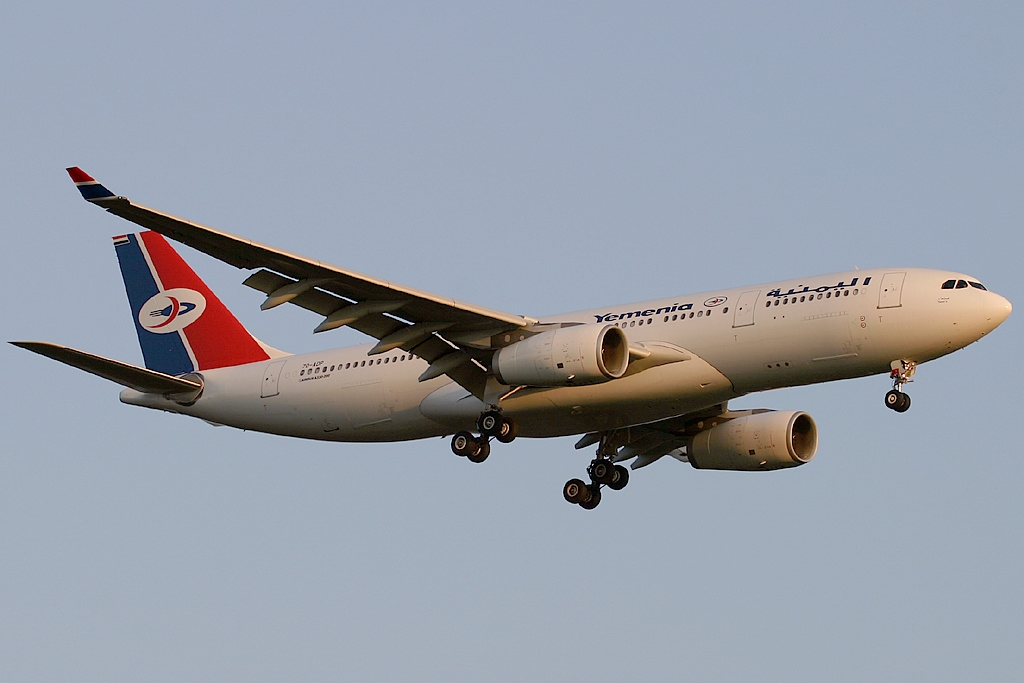
Airbus A330-243 de Yemenia à l'atterrissage

En janvier 2023, Yemenia exploite 5 avions,. En 2006, la compagnie annonce une commande du futur Airbus A350-800, 6 ferme avec une option pour 4 supplémentaires.
Ces acquisitions devaient répondre au développement de Yemenia vers les destinations européennes et asiatiques.
Le 6 mai 2025, Yemenia annonce la destruction de trois de ses sept avions précédemment saisi par les Houthis par les bombardements israéliens sur l’aéroport international de Sanaa en représailles des attaques Houthis dans le contexte de la crise de la mer Rouge ; deux Airbus A320 et un Airbus A330. Elle dispose après cela de 4 A320. Le 28 mai dans la matinée, un autre A320 est détruit sur l'aéroport de Sanaa lors d'un bombardement israélien.
Mi 2025, la compagnie ne dispose plus que de 4 avions.

## Flotte historique

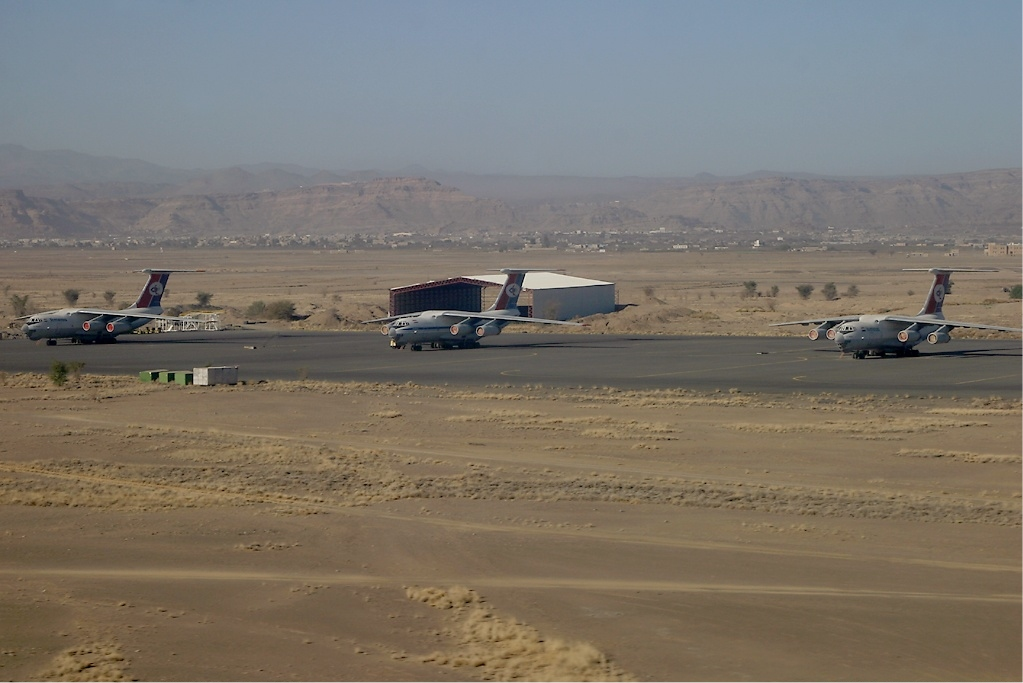
Trois Iliouchine Il-76 de Yemenia en 2005 sur l'Aéroport international El Rahaba de Sanaa.

Au fil des ans, la compagnie aérienne a exploité les types d'avions suivants :
| Avion                      | Introduit | Retiré  |
| -------------------------- | --------- | ------- |
| Airbus A310-200            | 1995      | Inconnu |
| Airbus A310-300            | 1997      | 2020    |
| Airbus A320                | 2011      | —       |
| Boeing 727                 | 1979      | 2006    |
| Boeing 737-200             | 1982      | 2005    |
| Boeing 737-800             | 2002      | 2011    |
| Boeing 747SP               | Inconnu   | 2010    |
| DHC-6 Twin Otter           | Inconnu   | 1995    |
| de Havilland Canada Dash 7 | 1981      | 1990    |
| Douglas DC-3               | Inconnu   | Inconnu |
| Iliouchine Il-76           | 1998      | Inconnu |

## Partenariats
Partage de codes
Yemenia a des accords de partage de codes avec les compagnies aériennes suivantes :
| - EgyptAir - Felix Airways - Etihad Airways | - Kuwait Airways - Middle East Airlines - Qatar Airways | - Royal Jordanian - Saudi Arabian Airlines - Syrian Arab Airlines |